# صورة دوريان جراي (فلم)
صورة دوريان جراي (بالإنجليزية: The Picture of Dorian Gray) هو فيلم رعب تم إنتاجه في الولايات المتحدة وصدر في سنة 1945.

## بطولة
- جورج ساندرز

## القصة
شاب يعود إلى لندن بعد موت جده الثري الذي كان يعذبه ويضربه وهو صغير يعود شابا يافعا جميلا ولديه قلب طيب يلتقي بشخص يدعى هاري كان على معرفة بجده والرسام بازل ولكن الشخصيتين مختلفتان تماما عن بعض فهاري كانت افكاره مسممة ويبحث عن المتعة دائما وينتقد الجميع اما الرسام فكان شخصية طيبة وراقيه ..يقوم بازل برسم لوحة لدوريان وتنال اعجاب الكثير ومن هنا تبدأ القصة حيث تحدث لعنة تجعل كل ما يحصل لدوريان في الواقع يحدث التغيير على اللوحة لا على دوريان كالتقدم في السن واعماله السيئة وجروحه حتى ..فيكون دوريان بذلك باع روحه للشر ومع تأثير هاري السلبي عليه يتغير دوريان ليصبح شخصا سيئا ليصبح قاتلا فيما بعد.. هذا ملخص بسيط للقصة التي تحدث فيها احداث كثيرة ومشوقة

### ترشيحات وجوائز
| السنة | الحدث  | الفئة              | النتيجة  |
| ----- | ------ | ------------------ | -------- |
|       | أوسكار | أفضل تصوير سينمائي | فـــــوز |

## الميزانية والإيرادات
بلغت تكلفة إنتاج الفيلم حوالي 3.5 مليون دولار بينما حقق أرباحا تقدر بـ 3 ملايين دولار.

## وصلات خارجية
- صورة دوريان جراي على موقع IMDb (الإنجليزية)
- صورة دوريان جراي على موقع ميتاكريتيك (الإنجليزية)
- صورة دوريان جراي على موقع الموسوعة البريطانية (الإنجليزية)
- صورة دوريان جراي على موقع روتن توميتوز (الإنجليزية)
- صورة دوريان جراي على موقع نتفليكس (الإنجليزية)
- صورة دوريان جراي على موقع ألو سيني (الفرنسية)
- صورة دوريان جراي على موقع Turner Classic Movies (الإنجليزية)
- صورة دوريان جراي على موقع أول موفي (الإنجليزية)
- صورة دوريان جراي على موقع فيلمافينيتي (الإسبانية)
- صورة دوريان جراي على موقع قاعدة بيانات الأفلام السويدية (السويدية)

1. 1 2 3 4 5  وصلة مرجع: https://www.bfi.org.uk/news-opinion/news-bfi/lists/10-great-films-set-victorian-london. مسار الأرشيف: https://web.archive.org/web/20200728203105/https://www.bfi.org.uk/news-opinion/news-bfi/lists/10-great-films-set-victorian-london. الوصول: 11 أغسطس 2020.
2. ↑  وصلة مرجع: https://www.oscars.org/oscars/ceremonies/1946.
3. ↑  وصلة مرجع: http://www.filmaffinity.com/en/film877185.html.
4. ↑  وصلة مرجع: http://www.cinematographers.nl/GreatDoPh/stradling.sr.htm.